# Al-Ka’ida (miasto)
Al-Ka’ida (arab. القاعده) – miasto w południowo-zachodnim Jemenie; w muhafazie Ibb. Według danych szacunkowych na rok 2010 liczy 44 297 mieszkańców.